# Zhan-Ali Payruz
Zhan-Ali Payruz (Taraz, 12 de agosto de 1999) es un futbolista kazajo que juega en la demarcación de centrocampista para el FC Elimai de la Liga Premier de Kazajistán.

## Selección nacional
Tras jugar en las categorías inferiores de la selección, finalmente el 13 de octubre de 2024 hizo su debut con la selección de Kazajistán en un partido de la Liga de Naciones de la UEFA 2024-25 contra Eslovenia que finalizó con un resultado de 0-1 a favor del combinado esloveno tras un gol de Jan Mlakar.

## Clubes
| Club                       | País       | Año       | Partidos | Goles |
| -------------------------- | ---------- | --------- | -------- | ----- |
| FC Shakhter Karagandá B    | Kazajistán | 2016-2018 | 77       | 7     |
| FC Shakhter Karagandá      | Kazajistán | 2016-2021 | 57       | 6     |
| FC Bolat Temirtau (cedido) | Kazajistán | 2018-2021 | 14       | 0     |
| FC Caspiy (cedido)         | Kazajistán | 2021      | 9        | 0     |
| FC Maktaaral B             | Kazajistán | 2022      | 1        | 0     |
| FC Maktaaral               | Kazajistán | 2022-2023 | 49       | 5     |
| FC Elimai                  | Kazajistán | 2024-     | 19       | 1     |